# Hemidactylus stejnegeri
Hemidactylus stejnegeri är en ödleart som beskrevs av  Hidetoshi Ota och HIKIDA 1989. Hemidactylus stejnegeri ingår i släktet Hemidactylus och familjen geckoödlor. Inga underarter finns listade i Catalogue of Life.

## Etymologi
Denna art är namngiven Hemidactylus stejnegeri för att hedra Leonhard Hess Stejneger.